# Бернардо Пасквіні
Бернардо Пасквіні (італ. Bernardo Pasquini; 7 грудня 1637, Масса-е-Коцциле, Тоскана, Італія  — 22 листопада 1710, Рим, Папська держава) — італійський композитор, клавесиніст і органіст.
Народився в Масса-е-Коцциле (Тоскана). Був учнем Антоніо Честі і Лорето Вітторіо в 1650. Приїхав до Риму ще дуже молодим і увійшов до свити принца Боргезе; пізніше він став органістом церкви Санта-Марія-Маджоре. Він користувався захистом шведської королеви Христини, на честь якої 1679 року він написав оперу Dov'è amore è pieta з лібрето авторства Христофоро Івановича.
Під час другого перебування Алессандро Скарлатті в Римі (1703-1708) Паскуіні та Кореллі часто співпрацювали зі Скарлатті на музичних виставах, особливо пов'язаних з Аркадською Академією, членами якої були всі троє. Паскуіні помер у Римі і був похований у церкві Сан-Лоренцо-ін-Лучина. Найбільше музичних творів написав для клавесина.